# Droga krajowa nr 811 (Węgry)
Droga krajowa nr 811 (węg. 811-es főút) – droga krajowa w komitacie Fejér w zachodnich Węgrzech. Długość - 42 km. Przebieg: 
- Székesfehérvár – skrzyżowanie z 7
- Óbarok – skrzyżowanie z 1